# Кофойд, Чарльз Этвуд
Чарльз Этвуд Кофойд (англ. Charles Atwood Kofoid; 11 октября 1865 — 30 мая 1947) — американский биолог, специализировался на исследованиях планктона, простейших организмов.

## Научная деятельность
Его работы в области систематики касались двух главных групп планктоновых простейших — тинтиннид и динофлагеллят.
Второе направление исследований, которому Кофойд посвятил много лет своей юности — количественные и статистические подсчёты планктона.
Третье направление — кишечные простейшие, которые обитают в кишечном тракте термитов, жвачных животных и слонов.

### Некоторые избранные труды
- Kofoid C. A. The biological significance of the life cycle of the Protozoa. Moscow. Vsesoiuznyi Institut Eksperimentalnoi Meditsiny. Otdel Meditsinskoi Parazitologii, Trudy, v. 1. Parasity, Perenoschiki i Iadovitye Zhivotnye, p. 373—376. («Recueil des travaux dédié au 25-me anniversaire scientifique du Professeur Eugene Pavlovsky, 1909—1934».)
- Kofoid C. A. Plankton studies. III. On Platydorina, a new genus of the family Volvocidae, from the plankton of the Illinois River. Bulletin of the Illinois State Laboratory of Natural History. — 1899. — 5(9). — P. 419—440.
- Kofoid C. A. Plankton studies. IV. The plankton of the Illinois River, 1894—1899, with introductory notes upon the hydrography of the Illinois River and its basin. Part I. Quantitative investigations and general, results. Bull. 111. State Lab. Nat. Hist. — 1903. — 6. — P. 95—629.
- Kofoid C. A. Notes on the Tintinnoina. 1. On the probable origin of Dictyocysta tiara Haeckel. 2. On Petalotricha entzi sp. nov. Univ. Calif. Publ. Zool. — 1915. — 16. — P. 63—69.